# Fara Novarese
Fara Novarese (piemontesisch Fara) ist eine Gemeinde mit 2016 Einwohnern (Stand 31. Dezember 2023) in der italienischen Provinz Novara (NO), Region Piemont.

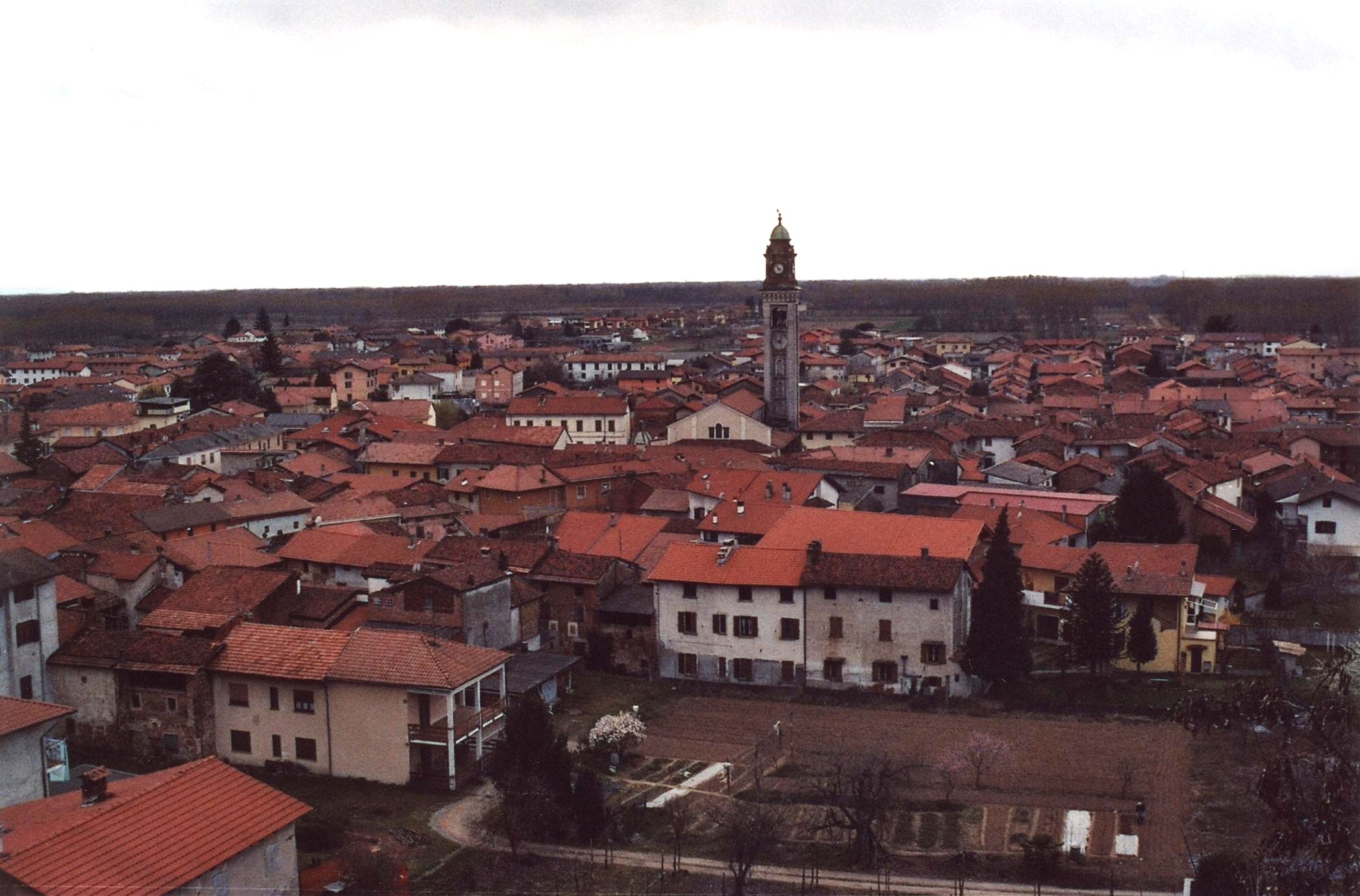
Das Panorama von Fara Novarese

Die Nachbargemeinden sind Barengo, Briona, Carpignano Sesia, Cavaglio d’Agogna und Sizzano.
Die Gemeinde gibt dem italienischen Rotwein Fara ihren Namen.